# 胡塞馬登陸
登陸胡塞馬（西班牙語：Desembarco de Alhucemas）發生於1925年9月8日，是里夫戰爭中的一次決定性的軍事行動，西班牙-法國聯合艦隊和陸軍成功在胡塞馬登陸。
這場行動被認為是歷史上第一次涉及使用坦克和大規模海上空中支援的兩棲登陸。 也被視為20世紀的第一次聯合作戰和二戰盟軍兩棲登陸的先驅。
法蘭西斯科·佛朗哥上校因在這次行動的表現，被晉升為准將。

## 註腳
1. ↑  According to the official report, quoted by Martín Tornero (1991).
2. ↑  Douglas Porch, "Spain's African Nightmare," MHQ: Quarterly Journal of Military History (2006) 18#2 pp 28–37.
3. ↑  Candil, Anthony J. . Casemate. 2021: 28  [2022-03-23]. ISBN 978-1-61200-971-1. （原始内容存档于2022-03-23） （英语）.
4. ↑  . The Canadian. 2021-05-11  [2021-08-21]. （原始内容存档于2021-08-21） （美国英语）.
5. ↑  Bennassar, Bartolomé. . Éditions Perrin. 2002: 53. ISBN 978-2-262-01895-5 （法语）.